# أسامة خياط
أسامة بن عبد الله خيَّاط (ولد 1375 هـ / 1956 م) إمام وخطيب المسجد الحرام، خَلَف والده الشيخ عبد الله خياط في إمامته. يعد من مدرسة علماء الحجاز.

## ولادته وتحصيله
وُلد أسامة بن عبد الله بن عبد الغني بن محمد بن عبد الغني بن إبراهيم خياط البلوي في حي حارة الباب المجاور للجبل المعروف بجبل الكعبة ببلد الله الحرام مكة المكرمة، في أول رجب 1375هـ الموافق 12 فبراير 1956م. ونشأ بها وتلقَّى علومه الأوَّلية والابتدائية والمتوسطة والثانوية والجامعية. ونشأ في كنف والده الشيخ عبد الله بن عبد الغني خياط، إمام وخطيب المسجد الحرام، عضو هيئة كبار العلماء، وحفظ القرآن الكريم على يده.
حصل على شهادة (بكالوريس) بدرجة الامتياز ومرتبة الشرف الأولى في الشريعة الإسلامية، قسم الشريعة الإسلامية بكلية الشريعة والدراسات الإسلامية بجامعة أم القرى بمكة المكرمة عام 1397هـ. ثم على شهادة (ماجستير) من القسم نفسه عام 1402هـ، وكان عنوان رسالته "مختلف الحديث بين المحدِّثين والأصوليين الفقهاء". وعلى شهادة (دكتوراه) عام 1408هـ، بعنوان "الحافظ العراقي وكتابه التقييد والإيضاح" بإشراف أحمد محمد نور سيف.

## شيوخه وأساتذته

#### فيالعقيدة
- عبد الله عبد الغني خياط.
- عبد العزيز بن عبد الله بن باز (حيث حضر دروسه في العقيدة التي كان يلقيها في المسجد الحرام حين يقدم مكة كل عام.
- عبد الفتاح بركة.

#### فيالتفسيروعلوم القرآن
- محمد الصادق عرجون.
- محمد محمد أبو شهبة.
- السيِّد سابق.
- محمد بن عبد المنعم القيعي.
- يوسف بن عبد الرحمن الضبع.
- عبد الرحمن حَبَنَّكة المَيداني.

#### فيالتجويد
- سليمان إمام الصغير، عضو لجنة مصحف الأزهر الشريف.
- محمد صديق إمام الخولي، أستاذ علم التجويد والقراءات بجامعة الأزهر.

#### فيالحديثوعلومه
- أحمد بن محمد نور سيف هلال.
- عبد المجيد محمود.
- مصطفى التازي.
- عبد العظيم الغباشي.
- العجمي دمنهوري الحويج.

#### فيالفقهوأصوله
- محمد مندور.
- محمد العروسي عبد القادر.
- عبد الله البسام (حضر دروسه التي كان يلقيها بعد صلاة المغرب في المسجد الحرام).
- نزيه بن كمال حمَّاد.
- حامد شمروخ.
- عبد الكريم طربية.

#### فيالنحوالصرفالبلاغة
- أحمد مكي الأنصاري.
- محمد هاشم عبد الدائم.

#### في منهج البحث والتحقيق
- السيِّد أحمد صقر، المحقق والباحث المشهور.

### إجازاته

#### إجازات في الإسناد
- حصل على إجازات إسنادية لرواية الكتب الستة والموطأ ومسند الإمام أحمد وسائر أمهات السنة الأخرى من جماعة من المسندين من أهل الحديث بعد أن قرأ عليهم، ومن هؤلاء المسندين:

1. عبيد الله المباركفوري.
2. محمد ياسين الفاداني، أعلى أهل عصره إسنادًا.
3. محمد حياة السنبهلي، شيخ دار الحديث في سهارنفور.

#### الإجازات العلمية
- حصل على إجازة في التجويد من الشيخ محمود عبد الرحمن اليحيى بقصر المنفصل.
- حصل على إجازة من والده الشيخ عبد الله بن عبد الغني خياط المكي بعد أن حفظ عليه القرآن مجوداً برواية حفص عن عاصم.[3]
- حصل على إجازة علمية من والده بعد أن لازمه ملازمة علمية امتدت زهاء عشر سنوات قرأ عليه فيها طائفة من كتب أهل العلم في مختلف العلوم، منها:

«الترغيب والترهيب من الحديث الشريف» كاملاً للحافظ المنذري. و«الجامع» لأبي عيسى محمد بن عيسى الترمذي من أوله إلى نهاية كتاب الأحكام. و«المنار المنيف في الصحيح والضعيف» للإمام ابن القيم. و«اختصار علوم الحديث» للإمام الحافظ ابن كثير القرشي. و«الفصول في اختصار سيرة الرسول» للإمام الحافظ ابن كثير أيضًا. ومجموعة من كتب العقيدة منها «العقيدة الواسطية»، «الحموية الكبرى»، «التدمرية»، «الفرقان بين أولياء الرحمن وأولياء الشيطان» وكلها لشيخ الإسلام ابن تيمية، و«الطحاوية» للإمام أبي جعفر الطحاوي. و«أصول الفقه» للشيخ عبد الوهاب خَلاَّف وبعض من «روضة الناظر» للإمام الموفق ابن قدامة، ومن كتاب «تفسير القرطبي»، ومن كتاب «الإتقان في علوم القرآن» للإمام السيوطي.

## وظائفه وأعماله
1. عين معيداً في قسم الشريعة الإسلامية بكلية الشريعة والدراسات الإسلامية بجامعة أم القرى عام 1399هـ.
2. عين محاضراً في قسم الشريعة الإسلامية في الكلية نفسها عام 1403هـ.
3. عين أستاذاً مساعداً في قسم الكتاب والسنة بكلية الدعوة وأصول الدين بجامعة أم القرى عام 1409هـ.
4. انتخب رئيساً لقسم الكتاب والسنة بكلية الدعوة لثلاث فترات متتالية.
5. عين مدرساً في المسجد الحرام بموجب أمر ملكي، وقام بتدريس الصحيحين وعلوم الحديث، والعقيدة الواسطية وموطأ الإمام مالك و«المنتقى» للإمام ابن الجارود، وتفسير الإمام البغوي.
6. اختير عضواً في مجلس الشورى في دورته الأولى عام 1414هـ بموجب أمر ملكي في عام 1414هـ.
7. عين إماماً وخطيباً لأحد المساجد بمكة المكرمة بموجب قرار وزير الحج والأوقاف الأستاذ عبد الوهّاب بن أحمد عبد الواسع.
8. عين إماماً وخطيباً للمسجد الحرام بموجب أمر ملكي في عام 1418هـ.
9. عين عضواً في المجلس التأسيسي لرابطة العالم الإسلامي بمكة المكرمة عام 1418هـ بناء على ترشيح رئيس المجلس سابقاً الشيخ عبد العزيز بن عبد الله بن باز والأمين العام لرابطة العالم الإسلامي آنذاك الدكتور عبد الله بن صالح العبيد.
10. عمل أميناً عاماً مساعداً لهيئة الإعجاز العلمي في القرآن والسنة برابطة العالم الإسلامي مدة تقارب العامين.

## مؤلفاته وآثاره
- كتاب «مختلف الحديث بين المحدثين والأصوليين والفقهاء»، دراسة حديثيه أصولية فقهية تحليلية.
- كتاب «التقييد والإيضاح لما أطلق وأغلق من كتاب ابن الصلاح للحافظ العراقي»، دراسة وتحقيق وشرح.
- كتاب «التفسير النبوي للقرآن».
- كتاب «شهر الرحمة والمغفرة»، ثلاثون لقاءً رمضانياً.
- كتاب «بناء الشخصية المسلمة تحت أضواء الكتاب والسنة».
- كتاب «المدخل إلى دراسة الصحيحين».
- كتاب «المدخل إلى دراسة الموطّأ».
- كتاب «السراب الأكبر»، في بيان تهافت الفكر الماركسي.
- كتاب «دليل المسلم في الاعتقاد على ضوء الكتاب والسنة»، تحقيق وتخريج.
- كتاب «اعتقاد السلف»، تحقيق وتخريج.
- مجموعة مقالات نشرت في مجلات «المنهل»، «التضامن الإسلامي»، «الرابطة»، و«الحج». وفي صحف «عكاظ»، «المدينة»، و«الندوة». وأحاديث إذاعية أذيعت عبر موجات إذاعات «القرآن»، «نداء الإسلام»، و«البرنامج الثاني».

## وصلات خارجية
- صفحته على موقع طريق الإسلام